# Малая императорская корона

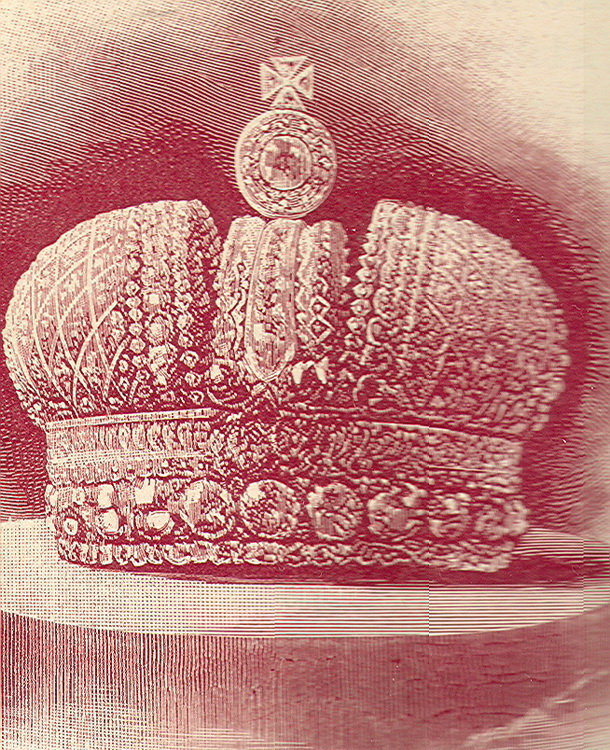
Гравюра короны неизвестного автора 1896 года

Малая императорская корона Российской империи — одна из императорских регалий. В настоящее время хранится в Алмазном фонде Российской Федерации.
В Российской империи существовало несколько подобных корон, но сохранилась только одна. Императрицы надевали при некоторых церемониях так называемые малые или выходные короны; они составляли частную собственность императриц и после их смерти уничтожались, а камни раздавались согласно завещанию. Все коронации после Екатерины II включали церемонию возложения Малой императорской короны императором на главу коленопреклоненной супруги — стоя её приняла только Елизавета Алексеевна.

## Экспонат Алмазного фонда

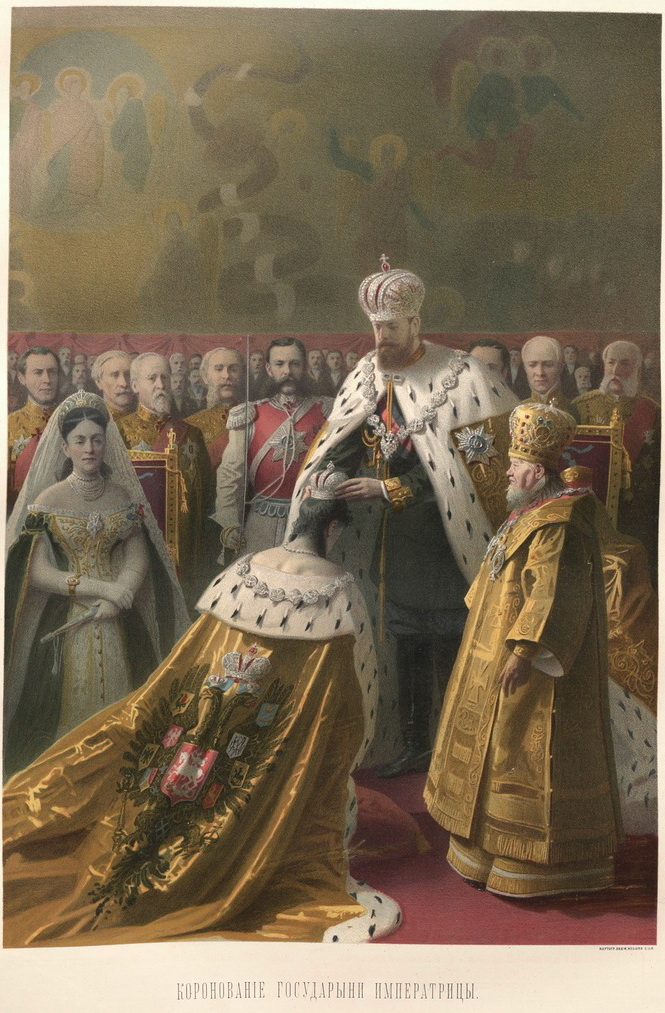
Александр III (в Большой императорской короне) коронует свою жену Марию Федоровну Малой короной после собственного венчания на царство

### Описание
Малая императорская корона изготовлена из серебра. В ней 48 крупных (от 2 до 9 каратов) и 200 мелких бриллиантов. Общий вес — 378 граммов. Высота короны — 13 сантиметров.
Корона реставрирована ювелирами ГОХРАНА в 1984-85 гг.

### История
По общепринятой версии, зафиксированной в каталогах музея 1960-70-х годов, хранящаяся в Алмазном фонде Малая императорская корона была изготовлена в 1801 году по образцу Большой императорской короны братьями ювелирами Я. и Ж. Дювалями для императрицы Елизаветы Алексеевны, супруги Александра I и была возложена на голову Елизаветы Алексеевны во время её совместной коронации с Александром I. Имеется информация, что какая-то Малая императорская корона (возможно, Елизаветы Алексеевны) была заказана для Екатерины II ювелиру Ж. Ф. Лубье, но она была закончена только после её смерти. Алексей Краевский указывает, что для Елизаветы Алексеевны корона была создана именно Лубье, и после смерти Елизаветы в 1826 году она поступила в Кабинет Его Императорского Величества. Её разобрали в 1838 году, а камни пошли на приданое великой княгини Марии Николаевны. По его мнению, ошибку с атрибуцией короны Елизавете Алексеевне допустил академик Ферсман в знаменитом сборнике «Алмазный фонд СССР» 1924-26 годов.
По более современной версии, сохранившаяся Малая императорская корона была изготовлена в 1856 году придворным ювелиром Л. Зефтигеном для коронации императрицы Марии Александровны (супруги Александра II), а позже использовалась для коронации её преемницы Марии Федоровны (супруги Александра III). Краевский указывает, что в 1882 году перед коронацией Марии Федоровны Зефтиген вставил в обод короны вынутые до этого (после коронации 1856 года) 25 солитеров.
Этой короной были коронованы две императрицы — Мария Александровна в 1856 (корона упала с головы императрицы, так как её плохо закрепили статс-дамы), и Мария Федоровна в 1883 году.

## Другие Малые короны
Малые императорские короны появились в Российской империи в XVIII веке. Существовало несколько подобных корон, но сохранилась только одна. Императрицы надевали при некоторых церемониях так называемые малые или выходные короны; они составляли частную собственность императриц и после их смерти уничтожались, а камни раздавались согласно завещанию. Так, в коронационных альбомах сохранились изображения малых корон Анны Иоанновны и Елизаветы Петровны (см. Короны Российской империи).
- Екатерина I — ?
- Анна Иоанновна — сохранился рисунок в коронационном альбоме
- Елизавета Петровна — сохранился рисунок в коронационном альбоме

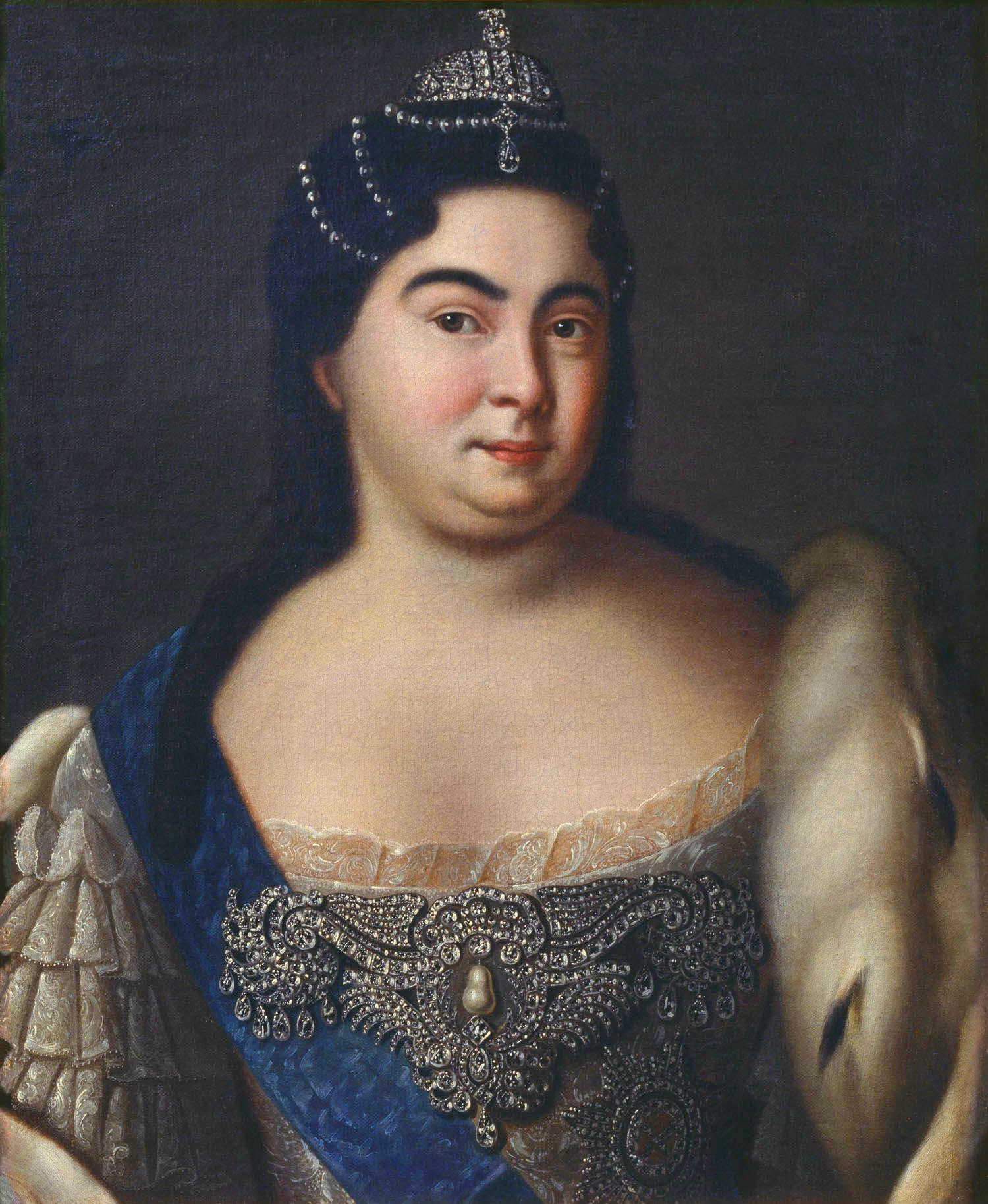
Екатерина I
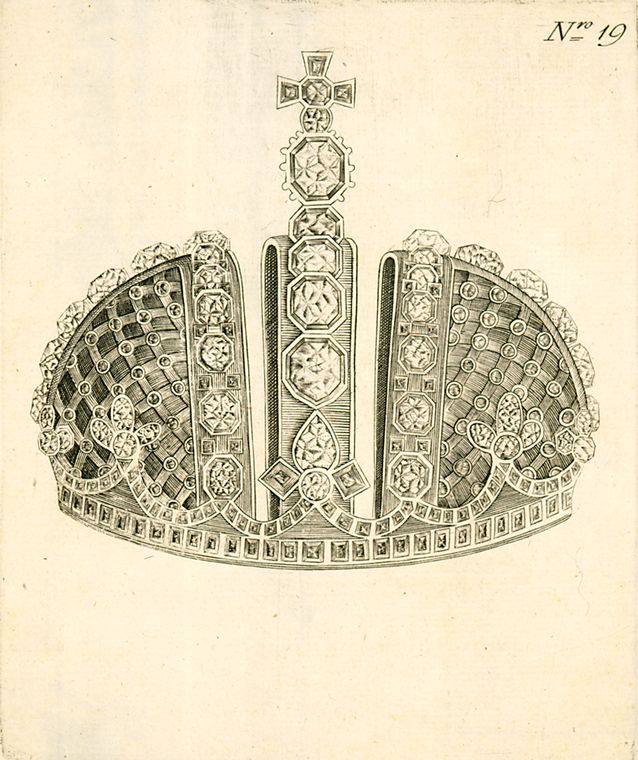
Малая корона Анны Иоанновны
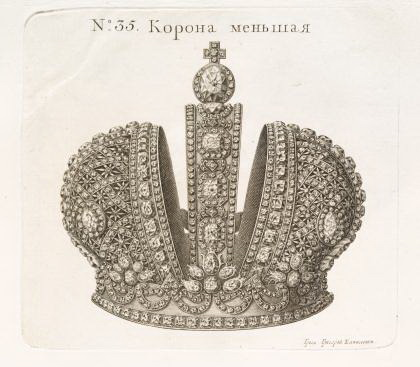
Малая корона Елизаветы Петровны

- Екатерина II — ?

Екатерина II использовала Малую императорскую корону во время выходов. Например, в Камер-Фурьерском журнале 1786 г. есть запись от 30 августа о «праздновании кавалерского ордена Святого Благоверного Князя Александра Невского и тезоименитства Его Императорского Высочества Великого Князя Александра Павловича», в котором Екатерина II участвовала в «орденском уборе и Малой императорской короне».

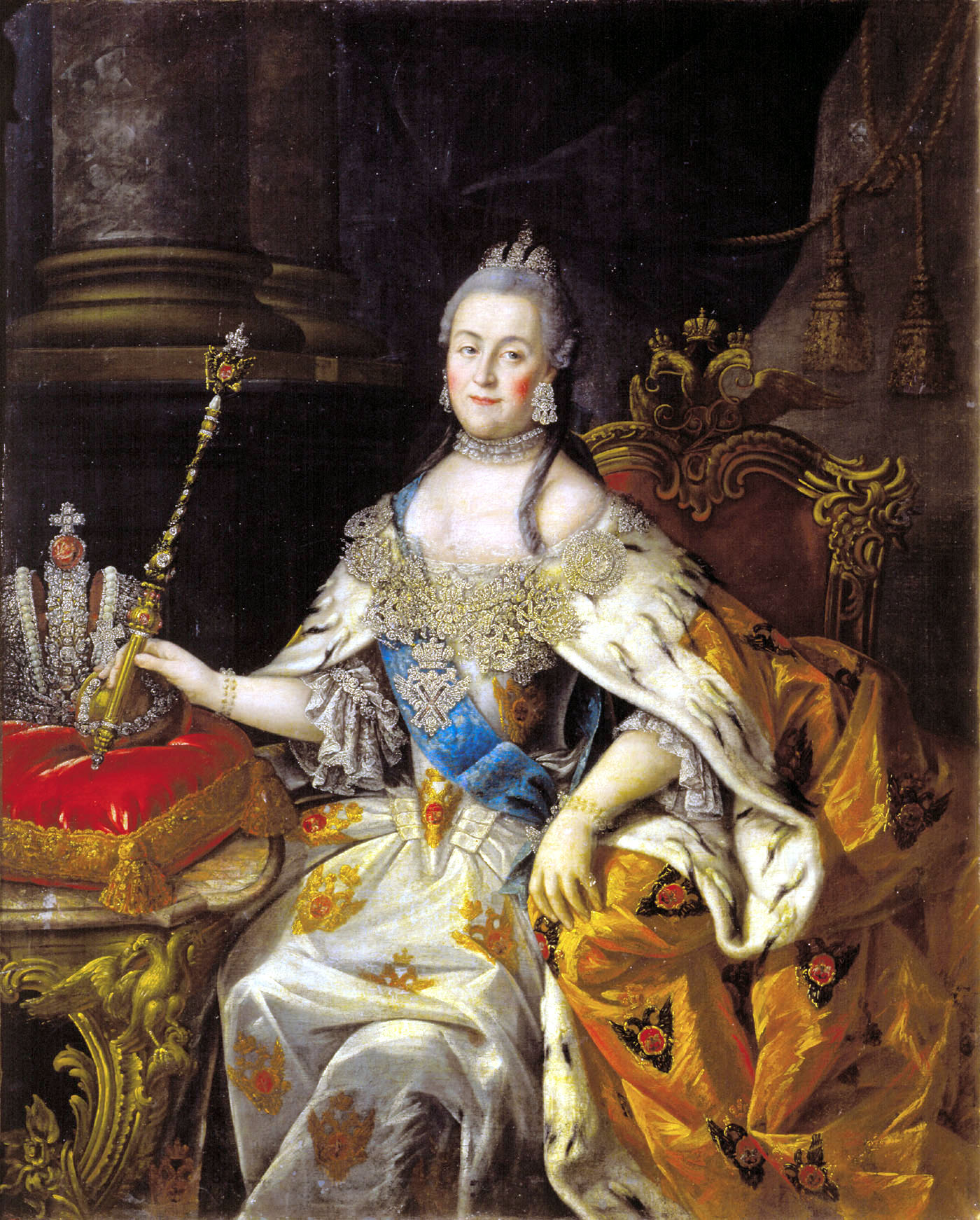
Екатерина II

- Мария Фёдоровна (жена Павла I) — ?
- Елизавета Алексеевна — корона работы Лубье (?). Разобрана в 1838 году (см. подробней выше)
- Александра Фёдоровна (жена Николая I)  — ?

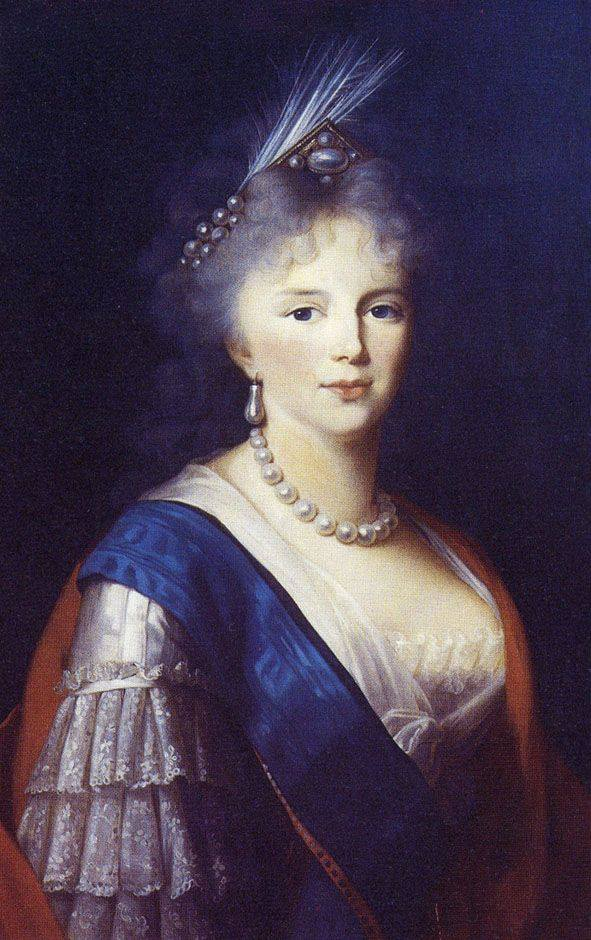
Мария Федоровна
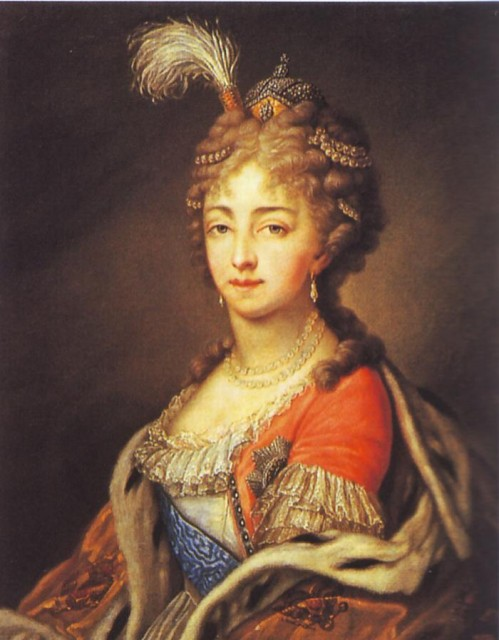
Елизавета Алексеевна
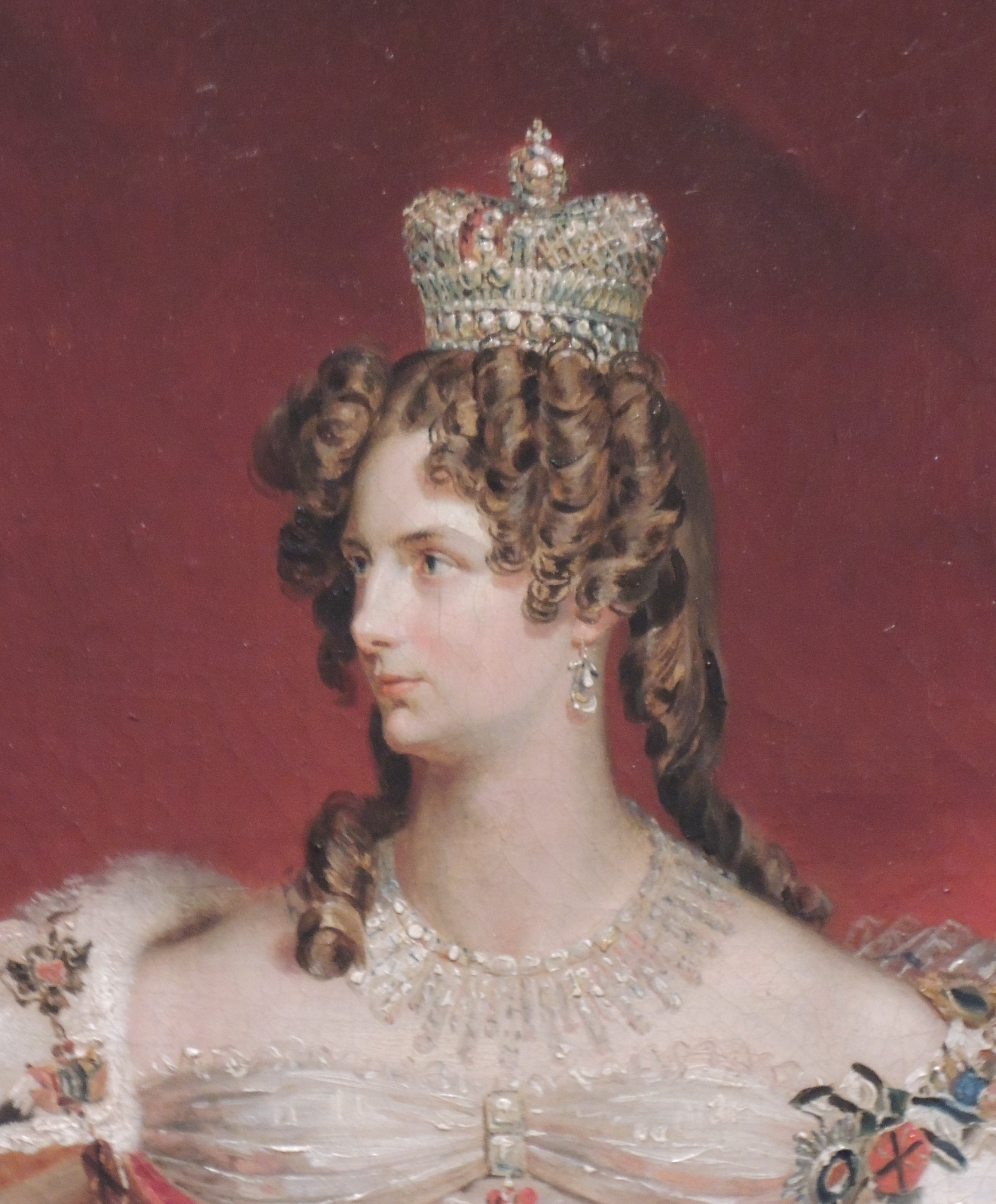
Александра Федоровна

- Мария Александровна — существующая корона
- Мария Фёдоровна (жена Александра III)  — она же
- Александра Фёдоровна (жена Николая II)  — не сохранилась, вероятно продана советской властью и разобрана

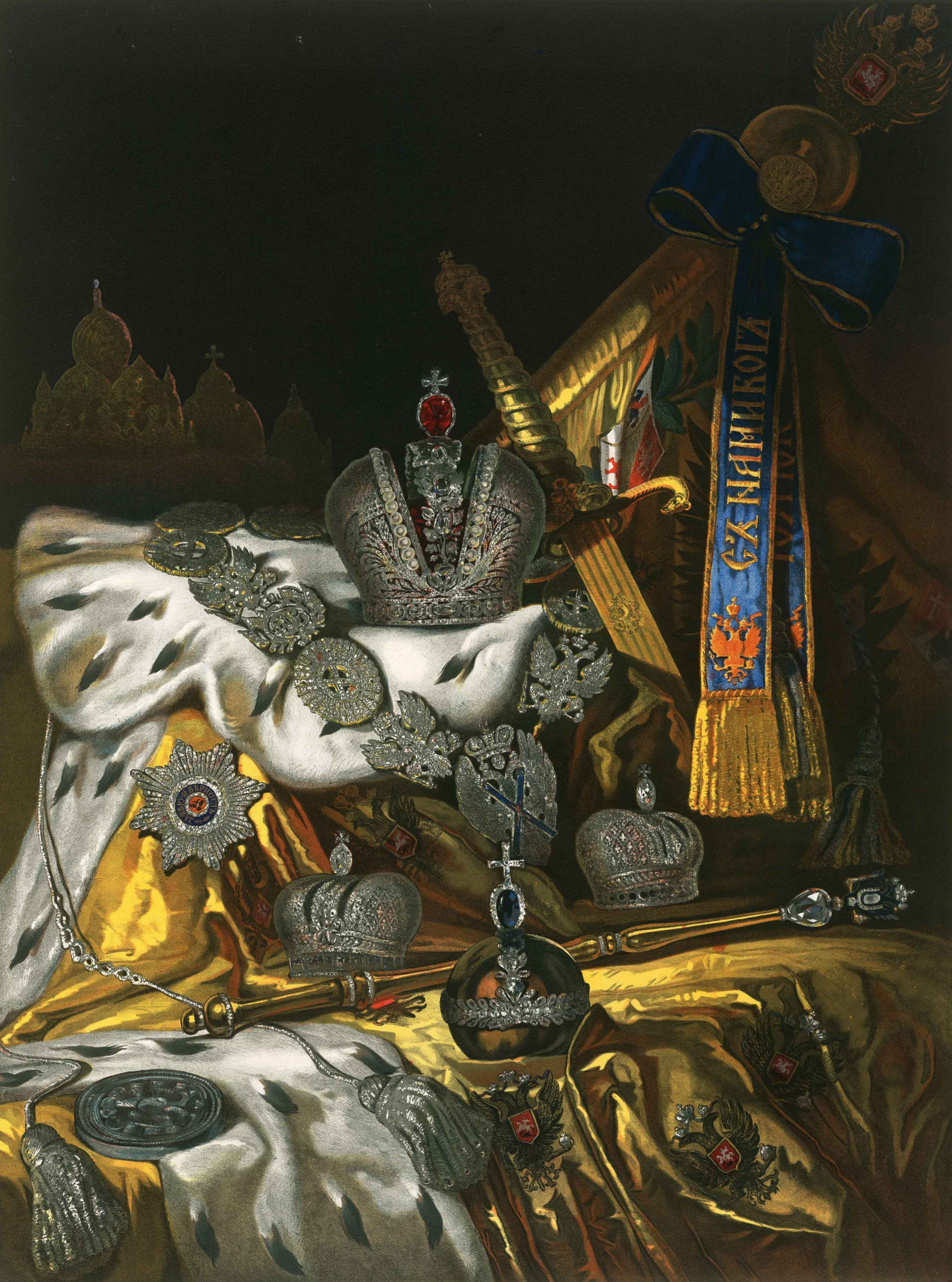
«Регалии Александра II и Марии Александровны» (две малые короны).
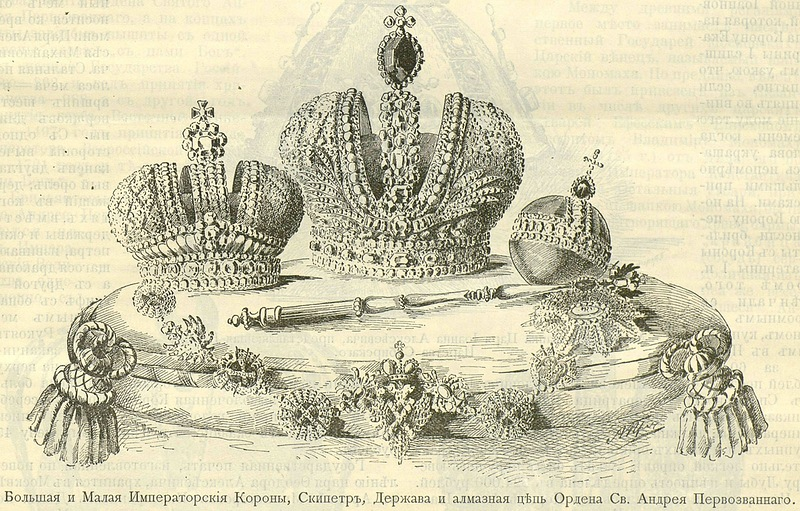
«Регалии Александра III и Марии Федоровны» (одна малая корона)
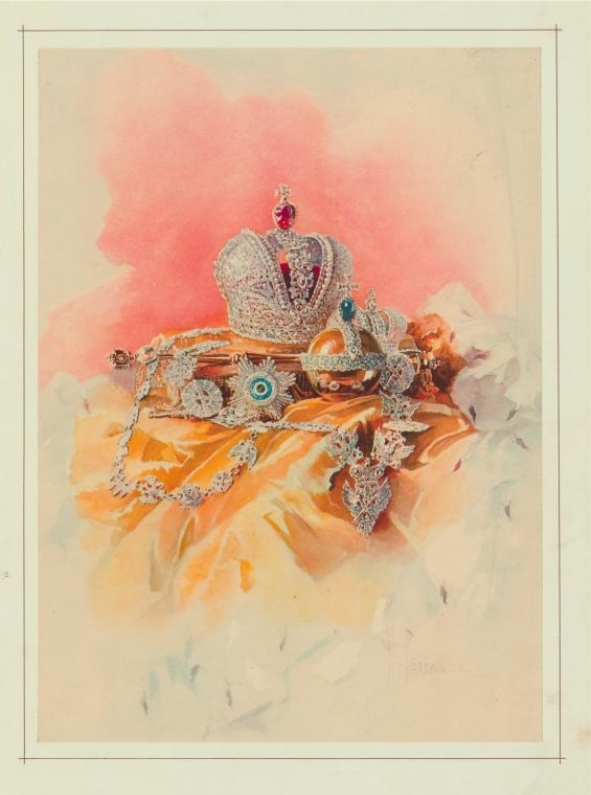
«Регалии Николая II и Александры Федоровны» (одна малая корона)

К 1917 году существовало две короны двух живых в тот момент императриц — вдовствующей Марии Федоровны (2-й) и правящей Александры Федоровны (2-й). Обе царицы изображены в таких коронах на картине, изображающей коронацию Николая II (1896). В советское время вторая из этих корон, как и многие другие царские драгоценности, была продана на запад, предположительно — в промежуток между 1922 и 1926 годами (поскольку она фигурирует на снимке регалий, сделанном в первую дату, и отсутствует на втором).

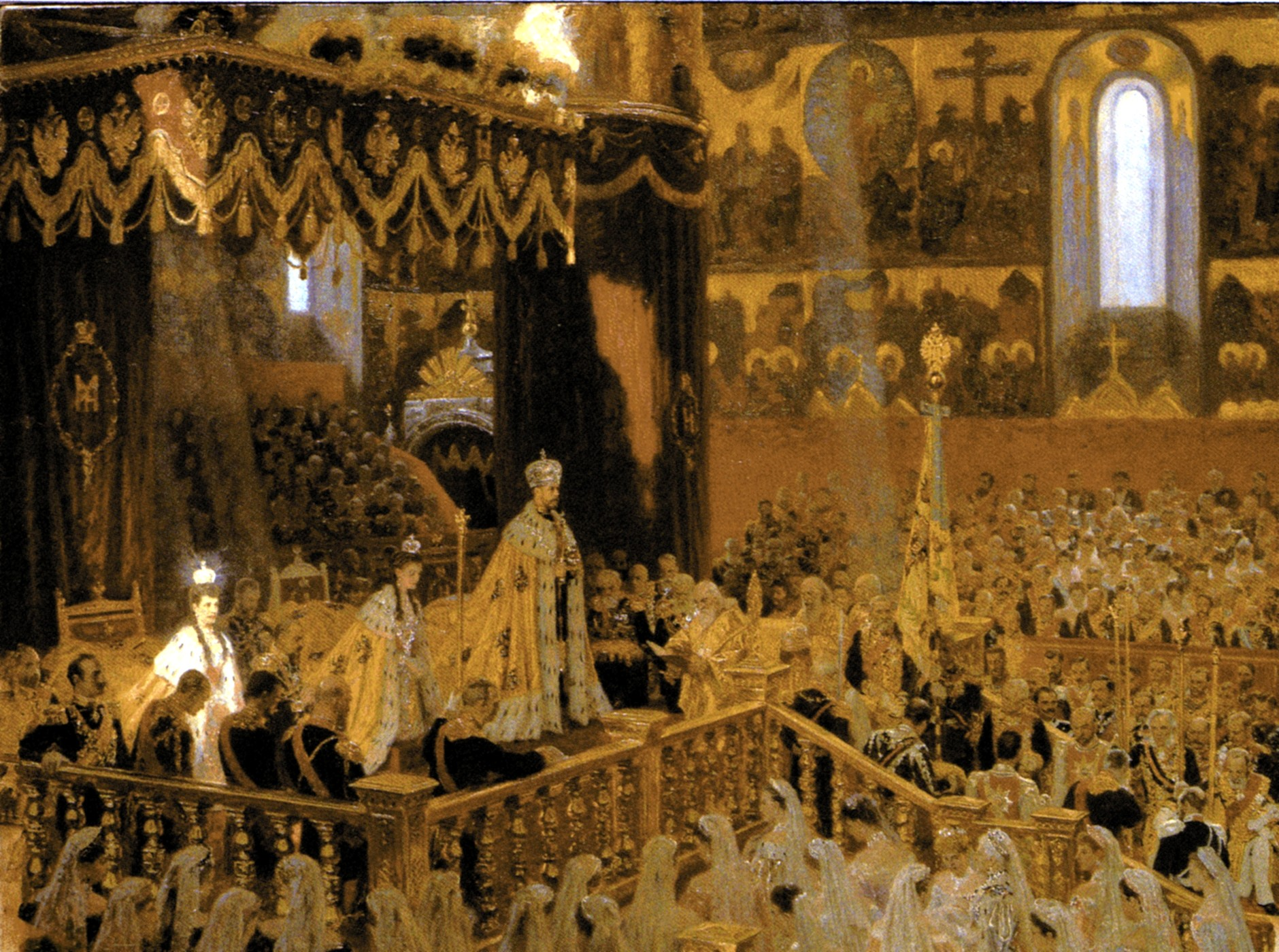
«Коронация Николая II»
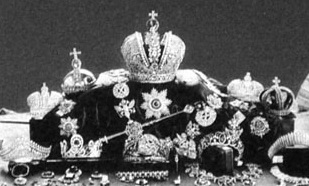
Регалии в 1922 году
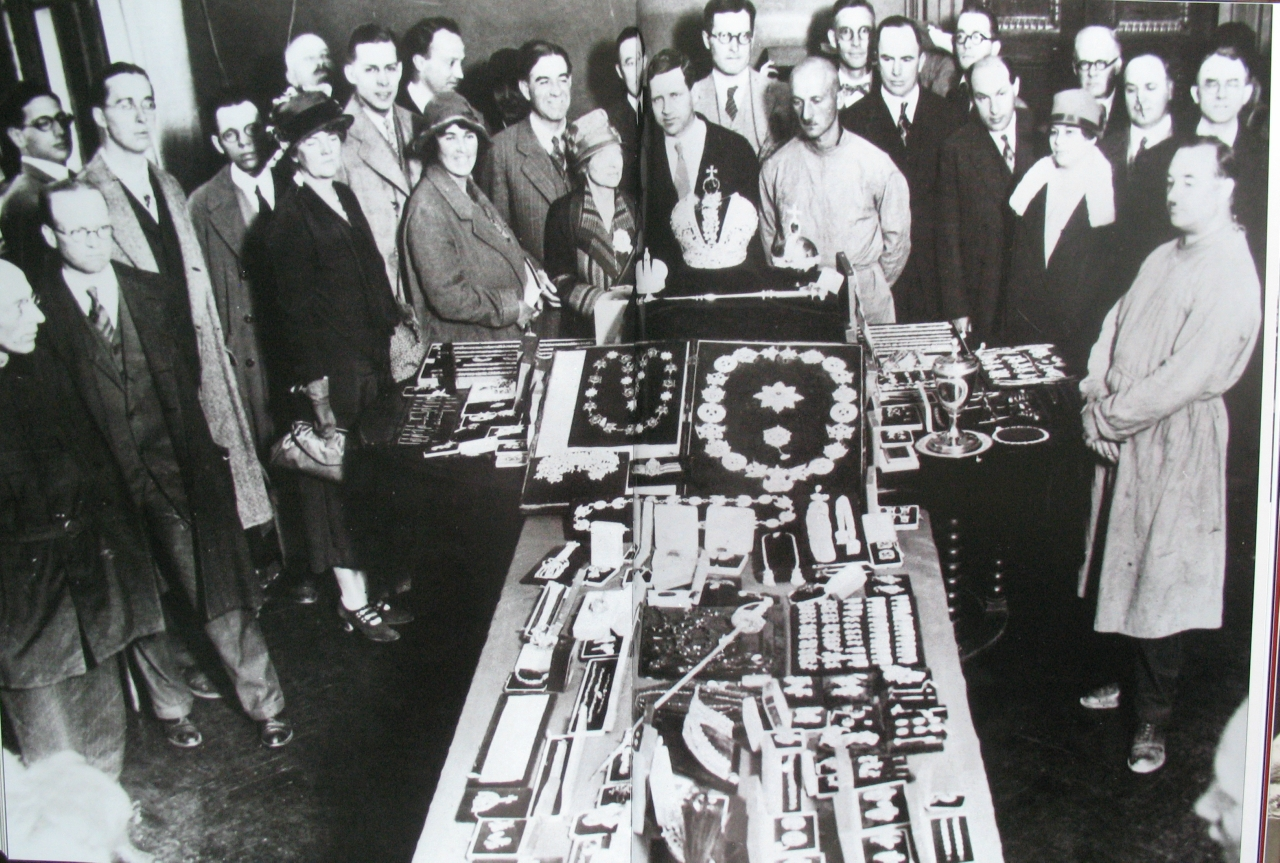
Регалии в 1926 году